# Новомихайловка (Угловский район)
Новомихайловка — упразднённое село в Угловском районе Алтайского края России. Располагалось на территории современного Шадрухинского сельсовета. Точная дата упразднения не установлена.

## История
Основана в 1906 году. В 1928 году деревня Ново-Михайловская состояла из 277 хозяйств. Центр Ново-Михайловского сельсовета Угловского района Рубцовского округа Сибирского края. В деревне имелись школа и лавка.

## Население
В 1926 году в деревне проживало 1568 человек (773 мужчины и 795 женщин), основное население — русские.